# Дивизия Вандама (Первая империя)
Пехотная дивизия Вандама (фр. Division d'infanterie de Vandamme) — пехотная дивизия Франции периода наполеоновских войн.
Сформирована 29 августа 1803 года в лагере Сент-Омер, и входила в состав Армии Берегов Океана.
С июля 1806 года по февраль 1807 года — Пехотная дивизия Леваля (фр. Division d'infanterie de Leval).
С февраля 1807 года по июль 1809 года — Пехотная дивизия Карра-Сен-Сира (фр. Division d'infanterie de Carra-Saint-Cyr).
С июля 1809 года по февраль 1811 года — Пехотная дивизия Дессе (фр. Division d'infanterie de Dessaix).
Реорганизована Императором 19 апреля 1811 года.

## Состав дивизии по датам
На декабрь 1803 года:
- командир — дивизионный генерал Доминик Вандам
- начальник штаба — полковник штаба Луи Мерьяж
- 1-я бригада (командир – бригадный генерал Жан-Мари Валюбер)
  - 24-й полк лёгкой пехоты (командир – полковник Шарль Марьон)
  - батальон стрелков По (командир – командир батальона Камилло Боргезе)
  - 4-й полк линейной пехоты (командир – майор Огюст Бигарре)
  - 28-й полк линейной пехоты (командир – полковник Жан Клерк)
- 2-я бригада (командир – бригадный генерал Клод Фере)
  - 46-й полк линейной пехоты(командир – полковник Луи Ланшантен)
  - 57-й полк линейной пехоты (командир – полковник Жан-Пьер Ре)
    - Всего: 11 батальонов

На 25 сентября 1805 года:
- командир — дивизионный генерал Доминик Вандам
- начальник штаба — полковник штаба Луи Мерьяж
- 1-я бригада (командир – бригадный генерал Жозеф Шинер)
  - 24-й полк лёгкой пехоты (командир – полковник Бернар Пурайи)
- 2-я бригада (командир – бригадный генерал Жак Саветтье де Кандра)
  - 4-й полк линейной пехоты (командир – майор Огюст Бигарре)
  - 28-й полк линейной пехоты (командир – полковник Жан Эдигоффан)
- 3-я бригада (командир – бригадный генерал Клод Фере)
  - 46-й полк линейной пехоты (командир – полковник Гийом Латрий де Лорансе)
  - 57-й полк линейной пехоты (командир – полковник Жан-Пьер Ре)
    - Всего: 10 батальонов, 8710 человек

На 1 октября 1806 года:
- командир — дивизионный генерал Жан Леваль
- начальник штаба — полковник штаба Жозеф Мишель
- 1-я бригада (командир – бригадный генерал Жозеф Шинер)
  - 24-й полк лёгкой пехоты (командир – полковник Бернар Пурайи)
- 2-я бригада (командир – бригадный генерал Раймон Вивьес)
  - 4-й полк линейной пехоты (командир – полковник Луи Буальдьё)
  - 28-й полк линейной пехоты (командир – полковник Жан Эдигоффан)
- 3-я бригада (командир – бригадный генерал Клод Фере)
  - 46-й полк линейной пехоты (командир – полковник Гийом Латрий де Лорансе)
  - 57-й полк линейной пехоты (командир – полковник Жан-Пьер Ре)
    - Всего: 10 батальонов, 10 176 человек, 10 орудий

На 1 апреля 1807 года:
- командир — дивизионный генерал Клод Карра-Сен-Сир
- начальник штаба — полковник штаба Жан Бёрманн
- 1-я бригада (командир – бригадный генерал Раймон Вивьес)
  - 24-й полк лёгкой пехоты (командир – полковник Бернар Пурайи)
- 2-я бригада (командир – бригадный генерал Франсуа Аме)
  - 4-й полк линейной пехоты (командир – полковник Луи Буальдьё)
  - 28-й полк линейной пехоты (командир – полковник Жан-Франсуа Туссен)
- 3-я бригада (командир – бригадный генерал Клод Фере)
  - 46-й полк линейной пехоты (командир – полковник Жозеф Ришар)
  - 57-й полк линейной пехоты (командир – полковник Жан-Пьер Ре)
    - Всего: 10 батальонов, 8860 человек

На 5 июля 1809 года:
- командир — дивизионный генерал Клод Карра-Сен-Сир
- начальник штаба — полковник штаба Жак Кутюр
- 1-я бригада (командир – бригадный генерал Антуан Коссон)
  - 24-й полк лёгкой пехоты (командир – полковник Бернар Пурайи)
- 2-я бригада (командир – бригадный генерал Леопольд Дестабанрат)
  - 4-й полк линейной пехоты (командир – полковник Луи Буальдьё)
  - 46-й полк линейной пехоты (командир – полковник Иньяс Бодино)
- 3-я гессенская бригада (командиры – бригадный генерал Жозеф Шинер и генерал-майор фон Нагель)
  - 1-й гессенский пехотный полк
  - 2-й гессенский пехотный полк
    - Всего: 14 батальонов, 8411 человек, 20 орудий[1].

## Организация дивизии
- штаб дивизии (фр. état-major de la division)
- 24-й полк лёгкой пехоты (фр. 24e régiment d'infanterie légère)
в составе дивизии с 29 августа 1803 года по 2 октября 1810 года

- 4-й полк линейной пехоты (фр. 4e régiment d'infanterie de ligne)
в составе дивизии с 29 августа 1803 года по 15 марта 1810 года

- 43-й полк линейной пехоты (фр. 43e régiment d'infanterie de ligne)
в составе дивизии с 29 августа 1803 года по 30 сентября 1803 года

- 46-й полк линейной пехоты (фр. 46e régiment d'infanterie de ligne)
в составе дивизии с 29 августа 1803 года по 18 января 1810 года

- 57-й полк линейной пехоты (фр. 57e régiment d'infanterie de ligne)
в составе дивизии с 29 августа 1803 года по 12 октября 1808 года

- 28-й полк линейной пехоты (фр. 28e régiment d'infanterie de ligne)
в составе дивизии с 30 сентября 1803 года по 9 июля 1808 года

- батальон стрелков По (фр. bataillon de tirailleurs du Pô)

в составе дивизии с 27 октября 1803 года по 21 сентября 1805 года
- 26-й полк лёгкой пехоты (фр. 26e régiment d'infanterie légère)
в составе дивизии с 18 января 1810 года по 15 марта 1810 года

- 18-й полк линейной пехоты (фр. 18e régiment d'infanterie de ligne)
в составе дивизии с 18 января 1810 года по 19 апреля 1811 года

- 8-й гусарский полк (фр. 5e régiment de hussards)
в составе дивизии с 2 марта 1810 года по 4 октября 1810 года

- 16-й конно-егерский полк (фр. 16e régiment de chasseurs à cheval)
в составе дивизии с 2 марта 1810 года по 4 октября 1810 года

- 56-й полк линейной пехоты (фр. 56e régiment d'infanterie de ligne)
в составе дивизии с 4 июля 1810 года по 19 апреля 1811 года

- 93-й полк линейной пехоты (фр. 93e régiment d'infanterie de ligne)
в составе дивизии с 4 июля 1810 года по 19 апреля 1811 года

- 125-й полк линейной пехоты (фр. 125e régiment d'infanterie de ligne)
в составе дивизии с 22 сентября 1810 года по 4 октября 1810 года

- 126-й полк линейной пехоты (фр. 126e régiment d'infanterie de ligne)
в составе дивизии с 22 сентября 1810 года по 4 октября 1810 года

- артиллерия (фр. artillerie de la division)

## Подчинение и номер дивизии
- 2-я пехотная дивизия в лагере Сент-Омер Армии Берегов Океана (29 августа 1803 года);
- 2-я пехотная дивизия 4-го армейского корпуса Великой Армии (29 августа 1805 года);
- пехотная дивизия на территории Германии (15 октября 1808 года);
- 2-я пехотная дивизия 4-го армейского корпуса Армии Германии (1 апреля 1809 года);
- 1-я пехотная дивизия Армии Брабанта (7 февраля 1810 года);
- 1-я пехотная дивизия обсервационного корпуса Голландии (1 января 1811 года).

## Командование дивизии

### Командиры дивизии
- дивизионный генерал Доминик Вандам (29 августа 1803 – 16 июля 1806)
- дивизионный генерал Жан Леваль (16 июля 1806 – 24 февраля 1807)
- дивизионный генерал Клод Карра-Сен-Сир (24 февраля 1807 – 30 июля 1809)
- дивизионный генерал Жозеф Дессе (30 июля 1809 – 1 января 1811)
- дивизионный генерал Габриэль Молитор (1 января 1811 – 19 апреля 1811)

### Начальники штаба дивизии
- полковник штаба Луи Мерьяж (29 августа 1803 – 14 марта 1806)
- полковник штаба Жозеф Мишель (17 августа 1806 – 8 февраля 1807)
- полковник штаба Жан Бёрманн (8 февраля 1807 – 18 февраля 1809)
- полковник штаба Жак Кутюр (11 мая 1809 – 19 апреля 1811)

### Командиры бригад
- бригадный генерал Жан-Мари Валюбер (29 августа 1803 – 27 октября 1803)
- бригадный генерал Клод Фере (29 августа 1803 – 15 ноября 1808)
- бригадный генерал Шарль Салиньи (27 октября 1803 – 25 августа 1805)
- бригадный генерал Жак Саветтье де Кандра (13 апреля 1804 – 13 марта 1806)
- бригадный генерал Жозеф Шинер (25 августа 1805 – 1 апреля 1807)
- бригадный генерал Раймон Вивьес (13 марта 1806 – 10 июня 1807)
- бригадный генерал Франсуа Аме (1 апреля 1807 – 24 января 1809)
- бригадный генерал Антуан Коссон (6 марта 1809 – 28 августа 1809)
- бригадный генерал Жан-Батист Далем (6 марта 1809 – 1 июля 1809)
- бригадный генерал Леопольд Дестабанрат (1 июля 1809 – 28 августа 1809)
- бригадный генерал Николя Дюко (28 августа 1809 – 11 мая 1810)

## Награждённые

### Знак Большого Орла ордена Почётного легиона
- Жозеф Бонапарт, 14 июня 1804 – полковник, командир 4-го линейного
- Доминик Вандам, 26 декабря 1805 – дивизионный генерал, командир дивизии

### Великие офицеры ордена Почётного легиона
- Доминик Вандам, 14 июня 1804 – дивизионный генерал, командир дивизии
- Клод Карра-Сен-Сир, 11 июля 1807 – дивизионный генерал, командир дивизии

### Комманданы ордена Почётного легиона
- Луи Ланшантен, 14 июня 1804 – полковник, командир 46-го линейного
- Жак Саветтье де Кандра, 14 июня 1804 – полковник, бывший командир 4-го линейного
- Шарль Салиньи, 14 июня 1804 – бригадный генерал, командир бригады
- Клод Фере, 14 июня 1804 – бригадный генерал, командир бригады
- Гийом Латрий де Лорансе, 25 декабря 1805 – полковник, командир 46-го линейного
- Жан-Пьер Ре, 25 декабря 1805 – полковник, командир 57-го линейного
- Жан Эдигоффан, 25 декабря 1805 – полковник, командир 28-го линейного
- Жан Бёрманн, 11 июля 1807 – полковник, начальник штаба дивизии
- Луи Буальдьё, 11 июля 1807 – полковник, командир 4-го линейного

### Офицеры ордена Почётного легиона
- Жак-Николя Дамбли, 14 июня 1804 – капитан 28-го линейного
- Шарль Марьон, 14 июня 1804 – полковник, командир 24-го лёгкого
- Луи Мерьяж, 14 июня 1804 – полковник штаба, начальник штаба дивизии
- Жан-Пьер Ре, 14 июня 1804 – полковник, командир 57-го линейного
- Пьер Шолле, 14 июня 1804 – капитан 24-го лёгкого
- Жан Эдигоффан, 14 июня 1804 – полковник, командир 28-го линейного
- Франсуа Амьо, 14 июня 1804 – лейтенант 4-го линейного
- Огюст Бигарре, 26 декабря 1805 – майор 4-го линейного
- Барри, 26 декабря 1805 – капитан 57-го линейного
- Легро, 26 декабря 1805 – командир батальона 46-го линейного
- Жан Реве, 26 декабря 1805 – командир батальона, при штабе дивизии
- Буротт, 14 мая 1807 – командир батальона 28-го линейного
- Кюн, 14 мая 1807 – командир батальона 24-го лёгкого
- Ребуль, 14 мая 1807 – командир батальона 4-го линейного
- Жозеф Ришар, 11 июля 1807 – полковник, командир 46-го линейного
- Жан-Франсуа Туссен, 11 июля 1807 – полковник, командир 28-го линейного
- Леонар Кастера, 11 июля 1807 – командир батальона, адъютант генерала Карра-Сен-Сира
- Анри Швитер, 11 июля 1807 – полковник, бывший командир батальона 57-го линейного

### Кавалеры ордена Железной короны
- Луи Буальдьё, 23 декабря 1807 – полковник, командир 4-го линейного
- Раймон Вивьес, 23 декабря 1807 – бригадный генерал, командир 1-й бригады